# Юнагая (княжество)

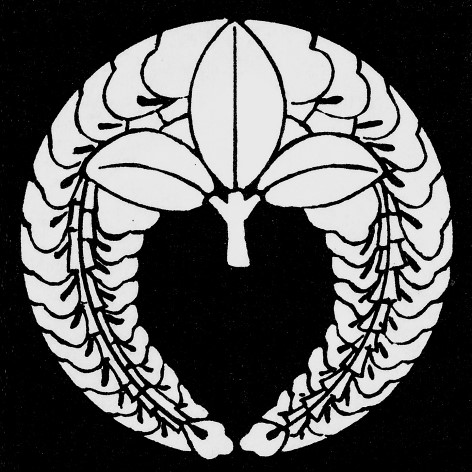
Мон рода Найто

Княжество Юнагая (яп. 湯長谷藩 Юнагая-хан) — феодальное княжество (хан) в Японии периода Эдо (1670—1871). Юнагая-хан располагался в южной части провинции Муцу (современная префектура Фукусима), области Тосандо на острове Хонсю. Другое название княжества — Юмото-хан (湯本藩).
Доход хана: 10 000 коку риса.

## История
В 1622 году Найто Масанага (1568—1634), 2-й даймё Сануки-хана (1600—1622), получил во владение домен Ивакитайра-хан с доходом в 70 тысяч коку риса. В 1670 году его сын и преемник, Найто Тадаоки (1592—1674), 2-й даймё Ивакитайра-хана (1634—1670), передал 10 000 коку риса во владение своему младшему сыну, Найто Масасукэ (1625—1693), создав для него вспомогательное княжество Юнагая-хан. В 1676 году Масасукэ перенес свою резиденцию из Юмото в Юнагая, заложив здесь свой замок-резиденцию. В 1680 году в качестве награды за помощь в подавлении восстания Найто Тадакацу, даймё Тоба-хана, Масасукэ получил в наследственное владение 2 тысячи коку в провинции Тамба. Найто Масасукэ в 1687 году занимал пост хранителя замка Осака и получил в награду ещё 3000 коку в провинции Кавати.
В 1747 году главная ветвь клана Найто из-за плохого управления была переведена сёгунатом из Ивакитайра-хана в домен Нобэока-хан на острове Кюсю. 4-й даймё, Найто Масаацу, кодифицировал законы в своём княжестве, 10-й даймё, Найто Масатами, создал академию в своём хане. В 1855 году в княжестве Юнагая были открыты значительные запасы угля.
Во время Реставрации Мэйдзи 13-й даймё Найто Масаясу был ещё ребёнком. Княжество присоединилось к Северному союзу княжеств во время Войны Босин, но было оккупировано имперскими силами без борьбы. Домен был уменьшен до 1000 коку риса, а Масаясу в 1869 году был вынужден отречься от престола в пользу 14-го и последнего даймё, Найто Масанори. Последний оставался губернатором своего княжества до отмены системы ханов в июле 1871 года.

## Список даймё
- Род Найто, 1622—1871 (фудай-даймё)[1]

| #  | Имя                               | Годы правления | Титул                    | Ранг     | Доход                      |
| -- | --------------------------------- | -------------- | ------------------------ | -------- | -------------------------- |
| 1  | Найто Масасукэ (яп. 内藤政亮)[1]  | 1670-1693      | Тономо-но-ками (主殿頭)  | 従五位下 | 10 000 -->15 000 коку      |
| 2  | Найто Масанори (яп. 内藤政徳)[1]  | 1693-1703      | Найдзен-но-ками (内膳正) | 従五位下 | 15 000 коку                |
| 3  | Найто Масасада (яп. 内藤政貞)[1]  | 1703-1722      | Тономо-но-ками (主殿頭)  | 従五位下 | 15 000 коку                |
| 4  | Найто Масаацу (яп. 内藤政醇)[1]   | 1722-1741      | Харима-но-ками           | 従五位下 | 15 000 коку риса           |
| 5  | Найто Масанобу (яп. 内藤政業)[1]  | 1741-1761      | Харима-но-ками           | 従五位下 | 15 000 коку                |
| 6  | Найто Садаёси (яп. 内藤貞幹)[1]   | 1761-1778      | Инаба-но-ками            | 従五位下 | 15 000 коку риса           |
| 7  | Найто Масахиро (яп. 内藤政広)[1]  | 1778-1787      | нет                      | нет      | 15 000 коку                |
| 8  | Найто Масаюки (яп. 内藤政偏)[1]   | 1787-1799      | Тономо-но-ками (主殿頭)  | 従五位下 | 15 000 коку                |
| 9  | Найто Масаакира (яп. 内藤政環)[1] | 1799-1824      | Харима-но-ками           | 従五位下 | 15 000 коку                |
| 10 | Найто Масатами (яп. 内藤政民)[1]  | 1824-1855      | Инаба-но-ками            | 従五位下 | 15 000 коку риса           |
| 11 | Найто Масацунэ (яп. 内藤政恒)[1]  | 1855-1859      | Харима-но-ками           | 従五位下 | 15 000 коку                |
| 12 | Найто Масатоси (яп. 内藤政敏)[1]  | 1859-1863      | Инаба-но-ками            | 従五位下 | 15 000 коку                |
| 13 | Найто Масаясу (яп. 内藤政養)[1]   | 1863-1868      | Инаба-но-ками            | 従五位下 | 15 000 коку                |
| 14 | Найто Масанори (яп. 内藤政憲)[1]  | 1868-1871      | нет                      | 従五位下 | 15 000 -->14 000 коку риса |